# Prorella artestata
Prorella artestata là một loài bướm đêm trong họ Geometridae.